# 미로슬라프 도누틸
미로슬라프 도누틸(체코어: Miroslav Donutil, 1951년 2월 7일~)은 체코의 배우이다.
트르제비치에서 태어났다.

## 작품 목록

### 영화
- 비의 요정 (2010년)
- 젤라리 (2003년)
- 아늑한 곳 (1999년)
- 올가미 (1998년)
- 벚꽃 동산 (1996년)
- 가족의 문제 (1990년)